# Жепін-Другий
Жепін-Другий (пол. Rzepin Drugi) — село в Польщі, у гміні Павлув Стараховицького повіту Свентокшиського воєводства.
Населення — 929 осіб (2011).
У 1975-1998 роках село належало до Келецького воєводства.

## Демографія
Демографічна структура на день 31 березня 2011 року:
|          | Загалом | Допрацездатний вік | Працездатний вік | Постпрацездатний вік |
| -------- | ------- | ------------------ | ---------------- | -------------------- |
| Чоловіки | 467     | 87                 | 322              | 58                   |
| Жінки    | 462     | 109                | 259              | 94                   |
| Разом    | 929     | 196                | 581              | 152                  |